# Real Club Recreativo de Huelva
Il Real Club Recreativo de Huelva, noto come Recreativo de Huelva, è una società calcistica spagnola con sede nella città di Huelva. Attualmente (stagione 2023/24) milita nella Segunda Federación, la quarta divisione del campionato spagnolo di calcio.
Chiamato brevemente Recre, è soprannominato el Decano perché è il club calcistico più antico di Spagna, essendo stato fondato nel 1889, e per questo è parte del Club of Pioneers, associazione che accoglie i club più longevi per ogni federazione.  I colori sociali sono il bianco e il blu; la squadra gioca allo stadio Nuevo Colombino (21 670 posti).

## Storia

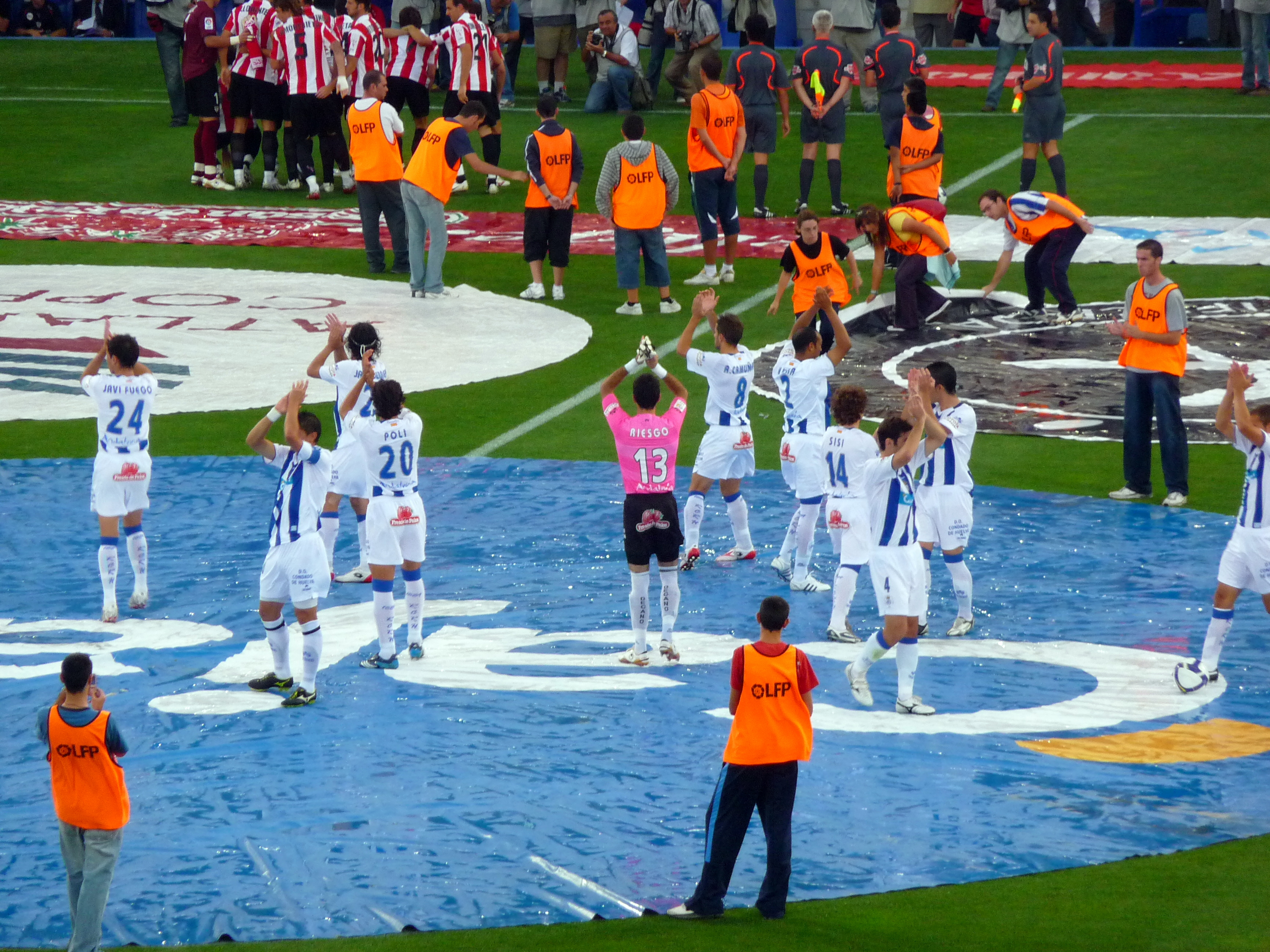
Giocatori del Recreativo nella stagione 2008-2009

Il club fu fondato nel 1889 come Huelva Recreation Club da due medici scozzesi per fornire un passatempo ai lavoratori delle miniere lungo il Tinto. Assunse la denominazione attuale nel 1945.
La squadra fu promossa per la prima volta in Segunda División nel 1940, venendo però subito retrocessa e non ritornandovi fino al 1957, anno di inaugurazione dello stadio Colombino. Dopo altre tre retrocessioni e promozioni, il Recreativo giunse al secondo posto nella Segunda División 1977-1978, ottenendo la sua prima promozione nella Primera División; l'anno successivo, tuttavia, arrivò ultima e venne di nuovo retrocessa in Segunda División, dove continuò a giocare fino al 1990, quando fu retrocessa in Segunda División B.
Il Recre ritornò in Segunda División nel 1998, e fu di nuovo promossa nella massima serie nel 2002; l'anno successivo, nonostante la retrocessione, riuscì a raggiungere la finale di Coppa del Re, che perse contro il Maiorca.
Nel 2005-2006, grazie al successo per 3-0 sul campo del Numancia, il Recreativo è promosso in Primera División. La stagione successiva fu molto positiva: oltre all'ottavo posto finale, il club riuscì a vincere per 3-0 al Santiago Bernabéu contro il Real Madrid e per 2-0 contro il Valencia. L'anno fu segnato anche dallo scontro, prima della partita di Madrid contro il Real, tra un pullman di tifosi del Recreativo e un camion, che causò quattro morti. Salvatosi all'ultima giornata nel Primera División 2007-2008, il Recreativo retrocesse in Segunda División l'anno successivo, classificandosi ultima in campionato, con una sola vittoria nelle ultime 15 partite.
Le considerevoli spese per recuperare il posto in massima serie provocarono una situazione debitoria. La squadra attraversò anni di crisi, culminati nel 2014-2015 con il ritorno in Segunda División B dopo diciotto anni, con il club che rischiò la bancarotta nel 2015-2016. Nel maggio 2021 la ristrutturazione dei campionati spagnoli collocò il club di Huelva in quinta divisione per la prima volta nella sua storia. Nel 2021-2022 la squadra ottenne la promozione in quarta serie.

## Rosa 2024-2025
| N. |                        | Ruolo | Calciatore       |
| -- | ---------------------- | ----- | ---------------- |
| 1  | Spagna (bandiera)      | P     | Rubén Gálvez     |
| 2  | Spagna (bandiera)      | D     | Sergio Diez      |
| 3  | Spagna (bandiera)      | D     | Alejandro Gálvez |
| 4  | Spagna (bandiera)      | D     | Rubén Serrano    |
| 5  | Spagna (bandiera)      | D     | Dani Pinillos    |
| 6  | Inghilterra (bandiera) | D     | Alberto Trapero  |
| 7  | Spagna (bandiera)      | C     | Iago Díaz        |
| 8  | Spagna (bandiera)      | C     | Luis Alcalde     |
| 9  | Spagna (bandiera)      | A     | Miguelete        |
| 10 | Spagna (bandiera)      | C     | Álvaro Bustos    |
| 11 | Spagna (bandiera)      | A     | Caye Quintana    |

| N. |                      | Ruolo | Calciatore              |
| -- | -------------------- | ----- | ----------------------- |
| 12 | Panama (bandiera)    | C     | Josiel Núñez            |
| 14 | Spagna (bandiera)    | C     | David del Pozo          |
| 15 | Spagna (bandiera)    | C     | José Antonio de la Rosa |
| 16 | Argentina (bandiera) | A     | Pablo Caballero         |
| 17 | Spagna (bandiera)    | D     | Raúl Navas              |
| 19 | Spagna (bandiera)    | C     | Antonio Domínguez       |
| 20 | Spagna (bandiera)    | C     | Gorka Iturraspe         |
| 21 | Spagna (bandiera)    | D     | Antoñito                |
| 23 | Spagna (bandiera)    | C     | Manuel Galán            |
| 24 | Uruguay (bandiera)   | P     | Guillermo Centurión     |

## Palmarès

### Competizioni nazionali
- Segunda División: 1

2005-2006
- Segunda División B: 1

2018-2019 (gruppo 4)
- Tercera División: 7

1946-1947, 1950-1951, 1956-1957, 1958-1959, 1960-1961, 1968-1969, 1973-1974

### Competizioni interregionali
- Tercera División RFEF: 1

2021-2022 (gruppo 10)

### Competizioni regionali
- Coppa di Andalusia: 1

1917-1918

### Altri piazzamenti
- Coppa di Spagna:

Finalista: 2002-2003
Terzo posto: 1906
Semifinalista: 1918
- Segunda División:

Secondo posto: 1977-1978
Terzo posto: 2001-2002
- Segunda División B:

Secondo posto: 1990-1991 (gruppo III), 1993-1994 (gruppo IV), 1997-1998 (gruppo IV)
- Tercera División:

Secondo posto: 1940-1941, 1947-1948
Terzo posto: 1970-1971
- Segunda Federación:

Secondo posto: 2022-2023 (gruppo 4)

## Statistiche

### Partecipazione ai campionati nazionali
Dalla stagione 1928-1929 alla 2022-2023 il club ha ottenuto le seguenti partecipazioni ai campionati nazionali:
| Livello | Categoria                                                  | Partecipazioni | Debutto   | Ultima stagione | Totale |
| ------- | ---------------------------------------------------------- | -------------- | --------- | --------------- | ------ |
| 1º      | Primera División                                           | 5              | 1978-1979 | 2008-2009       | 5      |
| 2º      | Segunda División                                           | 38             | 1939-1940 | 2014-2015       | 38     |
| 3º      | Tercera División / Segunda División B / Primera Federación | 39             | 1929-1930 | 2020-2021       | 39     |
| 4º      | División Regional / Segunda Federación                     | 9              | 1928-1929 | 2022-2023       | 9      |
| 5º      | Tercera Federación                                         | 1              | 2021-2022 | 2021-2022       | 1      |